# Jamuka
Jamuka, scritto anche Jamukha, Djamuka, Djamugha o Yamuqa o Jamuqa, in lingua mongola Жамуха (1162 circa – 1206 circa), è stato un condottiero mongolo.
Durante l'adolescenza, dopo un patto di sangue, diventa amico fraterno di Temujin (Gengis Khan) e lo aiuta a salvare la moglie Börte, che era stata rapita da una tribù dei Merkit.
In seguito tenterà di ostacolare Temujin nell'ascesa a Qan dei Mongoli senza essere considerato un vero nemico. La sua figura appare ambivalente e quantomeno enigmatica in quanto sposa nel suo personaggio sia l'amico fedele come un potenziale traditore.

## Vita e morte di Jamuka
La morte - come la figura stessa - di Jamuka è stata spesso fraintesa e mal riportata dai media. Stando all'epica de La storia segreta dei mongoli, Jamuqa è sempre considerato come anda (parola che indica, presso i Mongoli, un fratello di sangue acquisito tramite giuramento reciproco) e amico da Temujin, nonostante nel corso della storia avessero in parte rotto i rapporti. Sempre secondo tali racconti, quando Börte, la moglie di Temujin, fu rapita dai Merkiti, Toghrul, capo dei Keraiti e Jamukha, ora capo dei Jadaran, si unirono a Temujin per un attacco di rappresaglia contro i Merkiti stessi, al contempo un salvataggio di Börte. Questo fu però l'inizio della rivalità tra Jamukha e Temujin, la quale sfociò in una guerra all'ultimo sangue quando suo fratello Taichar fu ucciso durante un furto di cavalli.
Nel 1201, Jamukha fu eletto Gur Khan ("sovrano universale", titolo usato dai sovrani Kara Khitay) nel kurultai formato dai suoi Jadaran e da molte altre tribù come i Merkiti, i Tatari, i Naiman e i Tai-giuti, tutte ostili a Temujin. Fu il segno definitivo perché si desse il via alla guerra tra i due amici di un tempo, giacché Temujin riunì a sé una coalizione di tribù per opporglisi. Nell'autunno di quell'anno, Temujin vinse, aiutato dai Keraiti una grande battaglia contro l'esercito di Jamukha, ma quest'ultimo ricevette tuttavia l'aiuto da parte di Toghrul in persona dopo che questi aveva rifiutato, istigato dal suo primogenito Senggum, di dare in sposa sua figlia a Jochi, primogenito di Temujin. Ma nonostante un iniziale vantaggio, l'alleanza fu infine distrutta dalla determinazione e dal senso di unità della coalizione creata e comandata da Temujin. Jamukha fu sconfitto persino quando riuscì a ottenere rifugio dai Naiman.
Nel 1206, dopo cinque anni di guerra fratricida, Jamukha venne catturato da alcuni suoi seguaci, che lo portarono da Temujin, il quale però fece giustiziare i soldati in quanto avevano tradito il loro signore. Jamuka chiese espressamente di morire affinché Temujin diventi il vero e unico Khan. È così scritto, sempre secondo La storia segreta dei mongoli:

Venne così concessa a Jamuqa una morte onorevole,, il cui rituale, sotto raccomandazione di Temujin, si compisse nel massimo del rispetto. Sarà proprio il futuro Khan a ordinare:
(Storia segreta dei mongoli, (a cura di Sergej Kozin), Milano, Longanesi editore, 1973 pp. 176-177)